# Besserungsschein

Besserungsschein der BRABAG von 1963

Ein Besserungsschein ist bei einem Forderungsverzicht des Gläubigers ein abgegebenes schriftliches Versprechen des zahlungsunfähigen Schuldners, bei Besserung seiner Vermögensverhältnisse zunächst erlassene Schulden ganz oder teilweise zurückzuzahlen.
Der Besserungsschein dient oft als ein Instrument zur Prolongation, das vor allem bei Sanierungsmaßnahmen für in Zahlungsschwierigkeiten geratene Aktiengesellschaften angewandt wird. Er ist in diesen Fällen ein Genussschein, der Gläubigern eventuelle spätere Zahlungen verspricht. Ferner werden Besserungsscheine beim Verkauf von Wertpapieren verwendet, wenn der Wert des Papiers zum Zeitpunkt des Vertragsabschlusses nicht richtig eingeschätzt werden kann.

## Verwendung
Die Institution des Besserungsscheins wurde in der US-amerikanischen Geschäftswelt entwickelt. Von dort ist sie unter anderem nach Deutschland gekommen. Besserungsscheine werden im Wertpapierwesen in der Regel in Vergleichsverfahren verwandt, bei denen Aktionäre beziehungsweise Obligationäre (Gläubiger) zunächst auf Teile ihres Vermögens bzw. ihrer Forderung verzichten. Sie beinhalten die verbriefte Verpflichtung des Schuldners, sobald es seine finanziellen Verhältnisse erlauben, die vereinbarte Restschuld zu leisten. Der Besserungsschein bringt dem Gläubiger den Vorteil, dass, bei Verbesserung der wirtschaftlichen Lage des Schuldners, ihm nachträglich zusätzliche Zahlungen zukommen.

## Grundsatz
Als Besserungsschein wird die auflösende Bedingung innerhalb eines Schuldenerlasses bezeichnet. Sie zielt darauf ab, dass dem Schuldner zwar grundsätzlich die Schulden gegenüber einem bestimmten Gläubiger erlassen werden; gleichwohl sollen diese Schulden jedoch wiederaufleben, wenn sich die wirtschaftliche Lage des Schuldners bessern sollte (daher „Besserungsschein“). Das kann etwa an einer Verbesserung des Eigenkapitals oder an wieder erwirtschafteten Gewinnen gemessen werden.

## Ablauf
Der Besserungsschein wird meist auf Antrag des Schuldners abgeschlossen, dessen Unternehmen durch den Erlass des oder der Gläubiger eine Krise überwinden soll. Es erfolgt die Zustimmung durch den oder die Gläubiger, bei denen durch den Erlass eine Vermögensvernichtung eintritt. Der Schuldenerlass mit Besserungsschein wird gewählt, wenn begründete Aussichten bestehen, dass das betroffene Unternehmen gesundet. Ist hiervon nicht auszugehen, wird die radikalere Form des bedingungsfreien Schuldenerlasses gewählt.

## Hoffnungswerte
Besserungsscheine wurden zwischen 1952 und 1975 im früheren Westdeutschland und in West-Berlin teilweise auch von Kapitalgesellschaften und Kreditinstituten ausgegeben, die beschlagnahmte Vermögenswerte in der ehemaligen Sowjetischen Besatzungszone beziehungsweise in den ehemals deutschen Ostgebieten besaßen. Hatten Aktionäre und Obligationäre nach der Währungsumstellung und der darauf folgenden Wertpapierbereinigung weniger als 10 Prozent des Wertes ihrer auf Reichsmark lautenden Schuldverschreibungen erhalten, so wurde die Restverbindlichkeit in manchen Fällen durch Besserungsscheine verbrieft.
Diese Scheine stellten sogenannte Hoffnungswerte dar und verhießen eine Nachbesserung für den Fall, dass die betroffenen Gesellschaften ihr Eigentum zurückerhalten oder entschädigt werden. Bekannte Unternehmen, die solche Besserungsscheine ausgaben, waren unter anderem die Braunkohle-Benzin AG in Berlin, die Junkers Flugzeug- und Motorenwerke in Dessau, Henschel & Sohn in Kassel und Heinkel in Rostock.